# Шилова, Алевтина Ивановна
Алевти́на Ива́новна Ши́лова (25 января 1928, с. Воскресенское, Московская область — 10 апреля 2010, Борок, Ярославская область) — советский и российский энтомолог, специалист по экологии и систематике хирономид, доктор биологических наук (1975).

## Биография
Родилась 25 января 1928 в селе Воскресенское. После окончания школы в 1945 году поступила в МГУ. В составе Амурской ихтиологической экспедиции в 1947—1948 годах сбирала материалы для дипломной работы «Систематика и биология родов Glyptotendipes и Endochironomus». В годы обучения в университете принимала активное участие в общественной жизни факультета. После окончания университета поступила в аспирантуру. Кандидатская диссертация на тему «Видовой состав и биология Tendipedidae (Chironomidae) нижнего течения Аму-Дарьи» защищена в 1953 году. После защиты по распределению направлена на работу Биологическую станцию АН СССР «Борок» в лабораторию планктона и бентоса. В 1956 году станция была преобразована в Институт биологии водохранилищ АН СССР, где Шилова перешла в лабораторию зоологии, организованную Борисом Сергеевичем Кузиным. C 1974 года Алевтина Ивановна возглавляла эту лабораторию. В 1975 году в Зоологическом институте АН СССР защитила докторскую диссертацию «Хирономиды Рыбинского водохранилища».

## Научные достижения
Шилова известна как создатель крупнейшей в Советском Союзе научной школы по биологии и систематике хирономид. Были проведены комплексные исследования морфологических, генетических и биохимических особенностей хирономид. Впервые были изучены все стадии развития многих видов семейства Chironomidae. Эти данные были использованы для пересмотра систематики семейства в целом и таксономических ревизий родов. Шилова разработала методику оценки возраста личинок хирономид, которая позволила более точно оценивать биопродукционый вклад этой группы в водных экосистемах. Шилова выделила три типа брачного поведения хирономид и выявила связи между поведением и особенностями внешнего строения комаров. По инициативе Шиловой в Борке с 1970-х годов регулярно начали проводиться Всесоюзные конференции по изучению хирономид. В 1980-х годах принимала участие в реализации программы ЮНЕСКО «Человек и биосфера». Входила в состав группы, возглавляемой Ниной Юрьевной Соколовой, по изучению Chironomus plumosus. Шилова координировала в составе этой группы таксономические и биологические исследования. Материалы, полученные в ходе реализации программы, легли в основу монографии, опубликованной в 1983 году: «Мотыль Chironomus plumosus L. систематика, морфология, экология, продукция». На протяжении многих лет была членом диссертационных советов в Зоологического института РАН и Института биологии внутренних вод РАН.

### Виды, описанные Шиловой
Шиловой было описано 13 таксонов хирономид:
- Acalcarella Shilova, 1955
- Acalcarella nucus Shilova, 1955
- Chironomus bonus Shilova et Dzvarsheishvili, 1974
- Endochironomus donatoris Shilova, 1974
- Lipiniella Shilova, 1961
- Lipiniella arenicola Shilova, 1961
- Lipiniella prima Shilova, Kerkis et Kiknadze, 1992
- Parachironomus kuzini Shilova, 1969
- Robackia manifesta Shilova, 1996
- Stackelbergina Shilova et Zelentsov, 1978
- Stackelbergina praeclara Shilova et Zelentsov, 1978
- Tanynarsus pseudolestagei Shilova, 1976
- Trissocladius megastylus Shilova, 1974

## Публикации
Опубликовала более 130 научных работ, из них 4 монографии

### Монографии
- Шилова А. И. Хирономиды Рыбинского водохранилища / Ответственный редактор А. А. Стрелков. — Л.: Наука, 1976. — 251 с.

### Статьи
- Шилова А. И. Некоторые массовые виды тендипедид (Diptera, Tendipedidae) бассейна Аму-Дарьи // Энтомологическое обозрение : журнал. — 1955. — Т. 34. — С. 310—322. — ISSN 0367-1445.
- Шилова А. И. Палеарктические виды подрода Camptochironomus Kieff. рода Tendipes Mg. (Diptera, Tendipedidae) // Энтомологическое обозрение : журнал. — 1957. — Т. Т.36. Вып.1.. — С. С.224-230.. — ISSN 0367-1445.
- Шилова А. И. К систематике рода Tendipes Mg. (Diptera, Tendipedidae) // Энтомологическое обозрение : журнал. — 1958. — Т. 37., № 2. — С. 434—451. — ISSN 0367-1445.
- Шилова А. И., Зеленцов Н. И. Фауна хирономид (Diptera, Chironomidae) бассейна Верхней Волги // Биология внутренних вод : журнал. — 2003.. — № 2. — С. 27–34. — ISSN 0320-9652.
- Кузьмина Я. С., Шилова А. И., Зеленцов Н. И. Фауна хирономид (Diptera, Chironomidae) рек Тиманского кряжа // Энтомологическое обозрение : журнал. — 2003. — Т. 82, № 3. — С. 590–597. — ISSN 0367-1445.
- Шилова А. И., Зеленцов Н. И. Ревизия рода Tribelos Townes (Diptera, Chironomidae) // Биология внутренних вод : журнал. — 2005. — № 1. — С. С. 32–37. — ISSN 0320-9652.